# Allah
Pour les articles homonymes, voir Allah (homonymie).

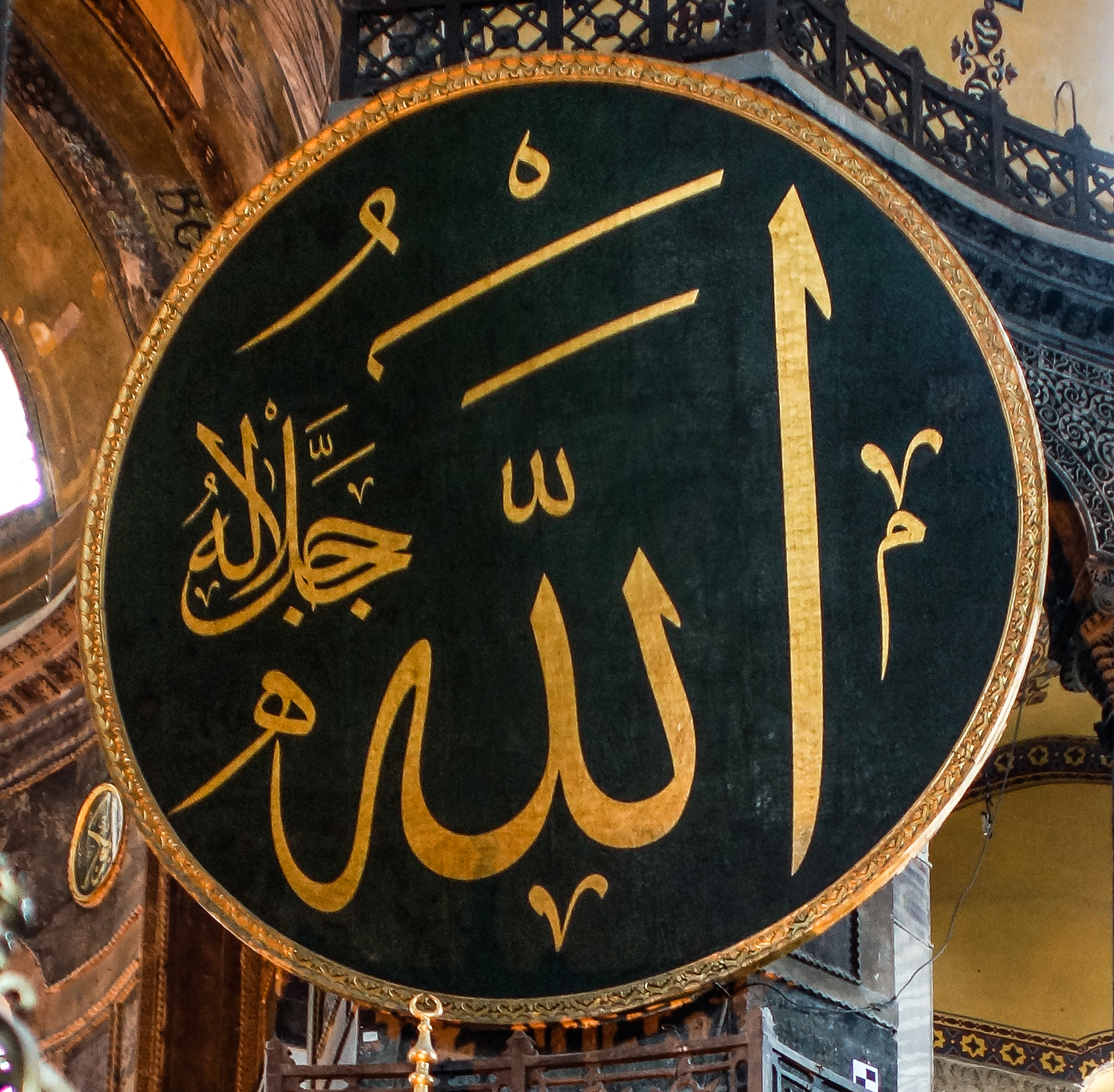
Calligraphie du nom d'Allah en arabe, dans un des huit médaillons ornant l'intérieur de Sainte-Sophie à Istanbul (se lit de droite à gauche). Le texte plus petit en haut à gauche est la formule d'eulogie ar (jalla jalālu-hu, « splendeur de Sa majesté »).

Allah (Allāh, écrit الله) est le mot arabe qui désigne « Dieu », et signifie littéralement, « le dieu » avec un article défini, faisant référence à un dieu considéré par principe comme unique, le « dieu unique » des religions monothéistes. À l’époque préislamique, un dieu nommé Allah existe au sein du panthéon polythéiste arabe, et est un dieu créateur.
Par extension, Allah fait en général référence au dieu unique dans l'islam, « créateur de l’univers ou ‘âlam, pourvu, dans le Coran, de qualificatifs tels que « puissant », « savant », « clément », etc. ». La croyance en ce dieu unique, appelée tawhid, est le dogme le plus important de l'islam, qui lui attribue 99 noms.
Depuis la fin du XXe siècle et l'exacerbation des revendications identitaires, le terme Allah est revendiqué comme étant uniquement musulman, bien qu'il reste utilisé notamment par les chrétiens arabes.

## Étymologie

Les composants du mot Allah en arabe :

1. alif de « el »,
2. hamzat waṣl (همزة وصل) indiquant une liaison (donc absence de voyelle propre),
3. lām de « el »,
4. lām initial du mot,
5. shadda (شدة) marquant que le lām est une lettre « solaire »,
6. alif khanjariah (ألف خنجرية), voyelle â longue sans aleph,
7. Ha, ici sans désinence casuelle (pause).

### Étymologie acceptée
Dans sa forme vocalisée, l'écriture de Allah est sans équivoque : elle correspond à un « el-lâhu », forme définie d'un mot de forme théorique « lâhu », dont la spécificité est que le â long n'est pas noté comme consonne (il l'est sous forme de alif khanjariah dans la forme vocalisée). C'est ainsi qu'il est prononcé à la lecture. Reste à savoir d'où vient la partie « lâhu ».
La plupart des avis modernes convergent vers l'opinion selon laquelle le mot est composé de el (ou al, la prononciation arabe ne fait pas de différence) et ilāh (la divinité, cas déterminé) et que la première voyelle du mot (i) a été supprimée par apocope, à cause de la fréquence d'usage du mot. Cette opinion est aussi attribuée au célèbre grammairien Sībawayh (VIIIe siècle).
Autrement dit, le mot se composerait de l'article ال el, qui marque la détermination comme l'article français « le » et comporte une hamza (lettre) instable, et de ilāh إِلَاهٌ ou ilah إِلَهٌ, qui signifie « (un) dieu ». El suivi de ilāh en est la forme déterminée, donnerait Al'illāh (« le Dieu »), puis Allāh par apocope du deuxième terme. Le mot aurait ensuite été univerbé, c'est-à-dire pris comme un lexème à part entière, susceptible de recevoir son propre article défini.
Le terme Allah remonte « sans doute »[pas clair] étymologiquement aux termes désignant la divinité dans les langues sémitiques : Il ou El. Allah est la forme arabe de l'invocation divine générique de la Bible : « Élie », « Eli » ou « Elôï » signifiant « Mon Dieu » en hébreu. Les Akkadiens déjà utilisaient le mot ilu pour dire « dieu » entre 4000 et 2000 av. J.-C.,. À l’époque préislamique, le terme arabe Ilâh est utilisée pour désigner une divinité.
Le nom Allâhumma, parfois utilisé dans le cadre des prières, pourrait être le pendant du nom « Élohim » (pluriel de majesté d’Eloha signifiant « Dieu » dans la Bible).

### Étymologies traditionnelles
L’étymologie traditionnelle la plus répandue est comme ci-dessus, que le terme Allah est une contraction de al-ilāh.
Il y a eu une vingtaine d’avis différents parmi les grammairiens arabes anciens sur l'étymologie de Allāh, comme le rapporte Ibn Manzhûr (XIIIe siècle) dans le dictionnaire de référence Lisān ul-ʿArab. De nombreux lexicographes arabes se sont penchés sur la question, et plusieurs hypothèses ont ainsi été avancées au cours de l’histoire.
Pour certains[réf. nécessaire], cette explication n'est pas valable et tiendrait de l’étymologie populaire. Elle serait d’autant plus étonnante que l’apocope du i de ʾilāh est peu crédible car c’est la première voyelle du mot signifiant réellement « dieu ». Ils avancent aussi le fait que les termes considérés sacrés sont souvent préservés par tabou. D’autre part, le radical ʾel ou ʾil désignant une divinité est fréquent dans d'autres langues sémitiques : en hébreu, אל El (« dieu »), אלהים Élohim (« dieux »), ʾāllāhā en araméen, pourrait être à l’origine du mot arabe par emprunt puis amuïssement du ā final (qui est en araméen une voyelle désinentielle, lesquelles sont rarement prononcées en arabe courant) et enfin abrègement du premier ā par métanalyse et confusion avec l’article ʾal.
Une approche serait de faire dériver le nom d’Allah d’une autre racine que إِلَهٌ. Pour certains, le nom dériverait de al et de lâh, du verbe لَاهَ qui signifie « voilé », « élevé », ce qui pourrait associer ce nom au sens du « Très-Haut ». D’autres le font dériver du pronom de la troisième personne du singulier hu, qui aurait servi à désigner Dieu. "Considérant le Nom Suprême « Allâh », si l’on en effaçait le Alif et les deux lâm, il demeurerait la lettre hâ’, qui est accompagnée d’un wâw (sous-entendu) constituant ainsi le mot « Huwa », lequel est une indication de l’Unicité divine."
Une alternative est alors qu’il s’agit d’un « nom propre à Dieu qui ne le désigne par aucune qualité particulière, qui n’est pas dérivé et dont l’article ne peut être ôté ». Cette vision a été largement diffusée parmi les théologiens sunnites. Il s’agit de l’avis de Al-Fayrūz Abādī (XIVe siècle), dans Al-Qāmûs Al-Muh'īt. Un des arguments exposés est que lorsqu'on lui ajoute le mot yā d'interpellation, on dit yā Allāh, tandis que pour tous les mots portant un article, l'article est supprimé après le yā.[réf. nécessaire]

### Typographie
Un mot univerbé allâh devrait phonétiquement s'écrire أَلَّاه en arabe, mais l'écriture réelle du mot al-lâh maintient l'écriture d'une forme définie : le alif est suivi du lam de l'article, et le second lam par lequel commence le mot principal étant une lettre solaire, ce dernier est marqué par une shadda. Par ailleurs, bien que le a final soit prononcé long, le alif de prolongation n'est pas retranscrit ; l'écriture complète du mot le remplace par un alif suscrit (alif khanjariah). Enfin, quand le mot est lié à ce qui le précède, le premier a est élidé et cette liaison est marquée par une hamzat waṣl.
À noter que certaines polices de caractères remplacent les caractères consécutifs ālif lām lām ha par un glyphe de ligature ʾAllāh. Ainsi, les caractères saisis ne correspondent pas aux glyphes contenus dans la ligature : la shadda et l’ālif suscrit apparaissent au rendu, mais n'existent pas au niveau de caractères. Un humain lira donc « ʾAllāh » (avec shadda et ālif suscrit) mais, au niveau informatique, il n'y aura dans le code que les caractères ālif lām lām ha[réf. nécessaire].
Il existe un caractère dans le codage Unicode (ﷲ U+FDF2) utilisé pour représenter la ligature. Cependant la séquence de caractères ālif lām lām shadda ālif suscrit ha est recommandée pour la ligature avec signes diacritiques.

## «Allah» en Arabie pré-islamique

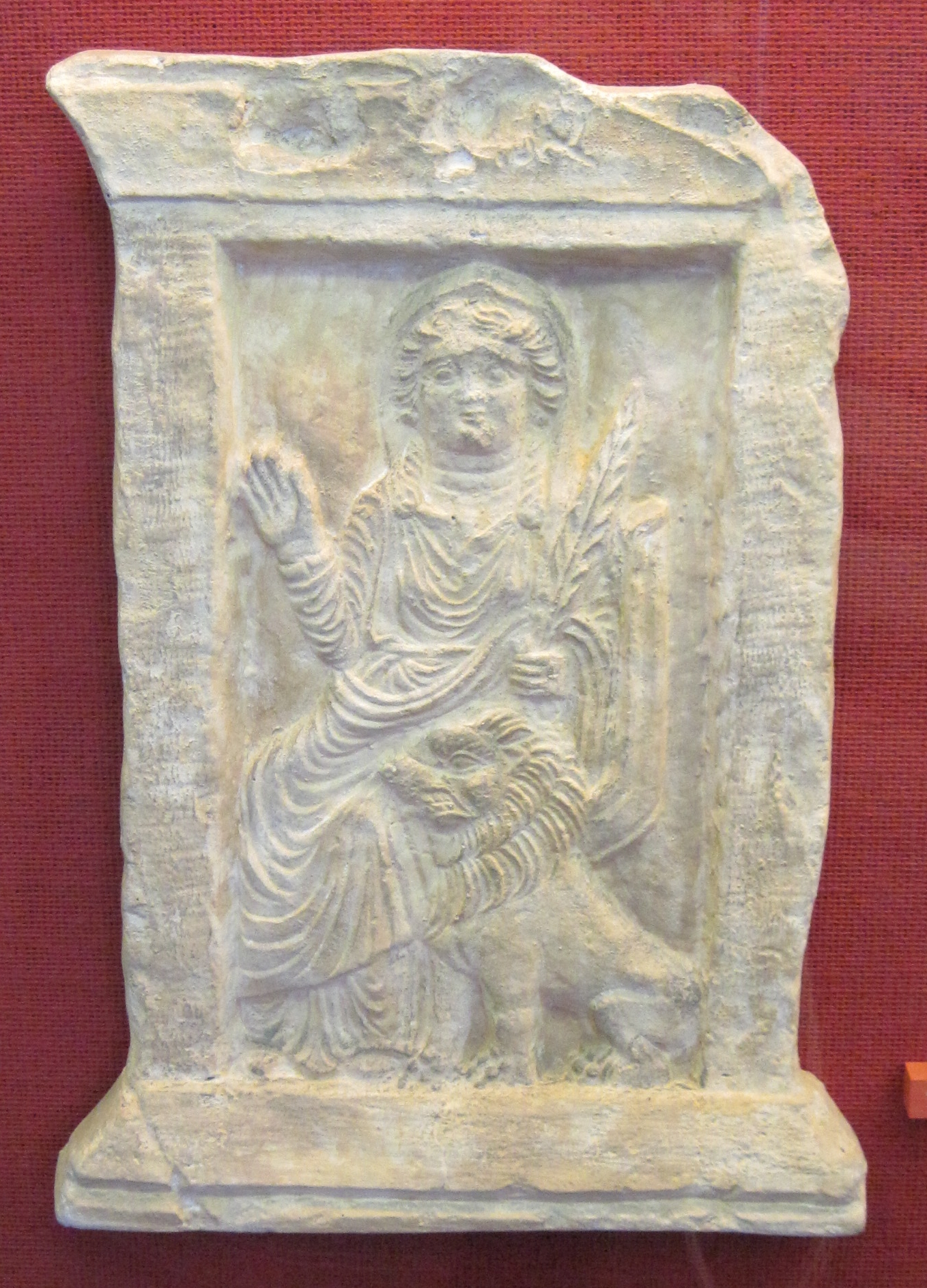
Représentation d'Allat, Palmyre.

Certains passages coraniques rappellent que le nom Allah désignait pour les mecquois avant la période islamique le Dieu créateur,,. Le terme Ilah apparaît, précédé de l’article, dans la poésie préislamique comme un nom divin impersonnel et signifie le dieu évoqué dans le contexte (déjà mentionné, par exemple…). Cette littérature montre aussi l’existence de la contraction en Allah.
La religion préislamique était d’ordre polythéiste et les arabes appelaient Ilâha le soleil que certains vénéraient parmi plusieurs divinités. Allah, reconnu au VIIe siècle comme le « Seigneur du Temple » (la Kaaba de La Mecque) avait des divinités associées, considérées par les Arabes comme divinités subordonnées, des fils et les divinités Al-ʿUzzā, Al-Manāt et Al-lāt étaient désignées comme ses filles. Al-Lat était une déesse de la fécondité et de la féminité vénérée en Arabie à l'époque préislamique. Le nom de la divinité Al-lât serait le féminin d’Allah. Le père de Mahomet aurait porté le nom d’Abdallah, le « serviteur d’Allah ». Le terme utilisé dans le Coran ne désigne alors pas un dieu unique. Pour Dominique Sourdelle, « au IVe siècle, chez les semi-nomades de la steppe syrienne, Allâh restait loin derrière les autres divinités ». C’est à cette époque qu’il pourrait commencer à prendre la première place.
Ces divinités étaient vénérées par des rites de circonvolution autour des pierres — les bétyles — et des objets sacrés, tel, pour Sourdelle, la « pierre noire » ou le Maqam Ibrahim associées à la Ka’ba. Ces objets étaient placés dans des territoires considérés comme sacrés, dans lesquels des prescriptions rituelles de pureté s’imposaient avant les sacrifices. De même, il y était interdit de tuer un animal ou de couper un arbre.
Le terme Allah est attesté dans les poèmes des tribus arabes chrétiennes d'Arabie comme les Ghassanides et les Tanukhides,,. Une inscription du VIe siècle trouvée à Umm al-Jimal atteste l’usage de ce nom,. Dans une inscription chrétienne datant de 512, les références à Allah sont en arabe et en araméen, soit « Allah » et « Alaha ». L'inscription commence par la déclaration « Par le secours d'Allah »,. Le nom Allah était donc utilisé par les chrétiens avant l’islam.

## Allah dans la tradition islamique
L’islam croit en un dieu unique, créateur de toute chose et maître du jour du Jugement Dernier. Le Coran ayant été rédigé en langue arabe, c'est donc le terme Allah qui y est utilisé pour désigner le dieu unique, créateur, omniprésent et omniscient. En particulier, pour se convertir à l’islam, la profession de foi islamique, appelée la Chahada, énonce : « J'atteste qu'Il n'y a pas de divinité si ce n'est Dieu (Allah) et que Mahomet (Mohammed) est Son messager » (Ashhadu an lâ ilâha illa-llâh wa Ashhadu ana Mouhammadan Rasûlu-l-llâh).

### Allah dans le Coran
Allah est présent dans le Coran, mais ce texte n’a pas pour but d’exposer les attributs d’Allah. Il est regardé par les musulmans comme la Parole de Dieu, celui-ci y demeure inaccessible bien que ces « perfections transcendantes » soient évoquées.
Trois thèmes principaux apparaissent dans le Coran :
- Allah est créateur, juge et est celui qui rétribue[11].
- Allah est Un et est un dieu Unique. Le Coran insiste particulièrement sur son unicité Tawhid (le monothéisme) et donc l'importance de ne rien lui associer. « Votre Dieu est en vérité unique » (Coran 37:4). Les sourates de la période mecquoise accentuent cet aspect. « Certes, c’est Moi Allah: point de divinité que Moi. Adore-Moi donc et accomplis la Ṣalāt pour te souvenir de Moi. » (Coran 20:14)[11].
- Allah est omnipotent et miséricordieux. Allah est « Seigneur des Levants et des Couchants » (Coran 70:49)[11].

### Le développement par la tradition
S’appuyant sur les hadiths d’une part et sur le tafsir de l’autre, la théologie (ou ‘ilm al-kalam), principalement d’origine mutazilite, s’est penchée sur la question du divin, de son unicité et de sa justice. La question du rapport entre l’essence divine et ses attributs est particulièrement sensible, certains traditionnistes refusant toutes recherches rationnelles.
Le Cheikh malékite Abdul Wahid Ibn Ashir (990 – 1040 H), a cité 13 attributs d’Allah : L'Existence (Al-Woujoûd), la Prééternité (Al-Qidam), la Pérennité (Al-Baqa'), l'Autosuffisance (Qiyâmouhou Bi Nafsihi), la Non-ressemblance à tout ce qui est contingent (Al-Moukhâlafatou li al-hawadith), l'Unicité (Al-Wahdaniyya), l'Omnipotence (Al-Qoudra), la Volonté (Al-Irâda), l'Omniscience (Al-`Ilm), la Vie (Al-Hayât), l'Ouïe (As-Sam), la Parole (Al-Kalâm), la Vue (Al-Basar)[source insuffisante]. Ces deux dernières ont été refusées par les Mutazilites. Selon ceux-ci, quatre de ses attributs le distinguent clairement de tout être vivant : Le créateur (Al Khaliq), L'omniscient (Al Aalim)', Celui qui subsiste par lui-même (Al Qayyum)', L'inébranlable (Al Matine).
Le théologien musulman Ibn Taymiyya a soutenu qu'il existe une différence entre "la nécessité de la reconnaissance de la Seigneurie de Dieu" (rububiya) (Dieu, Seigneur et Gérant des mondes) et « la reconnaissance de sa Divinité absolue » (Uluhiya) (vocation exclusive de l’adoration à Dieu). Il affirme que l'apport de l'islam n'est pas dans la « rububiya » (Allah était déjà reconnu par tous, même par les polythéistes de la Mecque) mais « Uluhiya » (l'adoration unique). Cette thèse a largement été contestée par la plupart des savants musulmans qui affirment que les deux ne peuvent pas aller l'un sans l'autre[réf. nécessaire].
« Ce souci d'analyse devait disparaître dans les derniers manuels, qui, à partir du XVe siècle, ne faisaient que répéter les formules du passé. À la fin du XIXe siècle, Muhammad Abduh, désireux de se libérer de la dialectique du kalam, se borna à dire : « […] chercher à percer les secrets du décret divin, il nous est interdit de plonger dans cet abîme et de nous inquiéter nous-mêmes avec ce que la raison est à peine capable d'atteindre ».
Si le Coran défend une unicité divine, S. Ali pose la question de l’application stricte du monothéisme à l’époque abbasside alors que certains textes montrent un tiraillement vers l’approche traditionnelle hénothéiste.

### Caractéristiques d'Allah selon le Coran et les hadiths
Plusieurs caractéristiques physiques d'Allah ressortent des textes islamiques :
Selon le Coran, Allah a un visage, des yeux (sans précisions sur le nombre) et deux mains. Il n'y a pas de précisions sur la forme de ces attributs.
Selon différents hadiths, Allah a un visage, deux mains droites (absence de consensus sur le sens mot "droit", position ou qualité), au moins deux doigts, une jambe (ou un tibia, selon les traductions) et un pied. Il n'y a pas de précisions sur la forme de ces attributs. 
Certaines traditions islamiques sont en désaccord sur l'interprétation de ces attributs, tandis que la tradition Salafiste interprète ces attributs de façon littérale. Certains auteurs indiquent que le fait qu'Allah puisse avoir des attributs matériels est en contradiction avec le fait qu'il soit le créateur de la matière (composante de l'Univers), puisque cela reviendrait à dire qu'il s'est auto-créé en même temps que la Création, et n'est donc pas éternel,. 

### Différentes approches théologiques

#### Chiisme ismaélien
Selon l’ismaïlisme, Dieu est absolument transcendent et inconnaissable, étant au-delà de la matière, de l'énergie, de l'espace, du temps… Puisque Dieu est au-delà de tous les libellés, l’ismaïlisme nie également le concept de Dieu comme cause première.

#### Mutazilisme
La question des attributs a soulevé de nombreux débats chez les penseurs musulmans des premiers siècles. Sont-ils « consubstantielles » au divin et donc éternels ou sont-ils extérieurs à lui et donc créés ? Les Muʿtazilites rejettent les attributs anthropomorphiques de Dieu, car, pour eux, un être éternel « doit être unique ». En conséquence, les attributs feraient de Dieu quelque chose pouvant être comparé. Les descriptions de Dieu dans le Coran sont considérées comme des allégories. Néanmoins, pour les Muʿtazilites défendant l'unicité (tawhid), d'autres caractéristiques, comme la connaissance ne sont pas attribués à Dieu ; au contraire, elles décrivent son essence. Sinon l’éternité des attributs de Dieu donnerait lieu à une multiplicité d'entités existantes éternelles en dehors de Dieu.

#### Soufisme
Comme en Islam, Dieu est transcendant et souverain, mais aussi immanent et omniprésent, le soufisme défend que, dans la réalité, seul Dieu existe. Ainsi, tout dans la création est un reflet d’un attribut des noms de Dieu. Pourtant, ces formes ne sont pas Dieu elles-mêmes. Ibn Arabi  a déclaré : « Il n'y a rien, mais Dieu ». Cette déclaration a été, à tort, comprise comme un panthéisme par les critiques, cependant, Ibn Arabi toujours fait une distinction claire entre la Création et le créateur.

#### Asharisme et maturidisme (sunnisme)
L’asharisme et le maturidisme sont d'accord sur l’éternité des attributs de Dieu, mais qui ne doivent être pris ni métaphoriquement, ni à la lettre. Par conséquent, Dieu a des mains, mais elles ne ressemblent pas à des mains humaines. Bien que l'existence de Dieu soit considérée comme pouvant être connu par la raison, l'esprit humain ne peut pas comprendre pleinement les attributs de Dieu. Par exemple, quand l'homme dans le paradis voit Dieu, ils ne voient pas Dieu dans la façon dont les humains sont capables de voir sur la Terre.

#### Salafisme et wahhabisme (sunnisme)
Le salafisme et le wahhabisme refusent les interprétations du Coran pour éviter d'altérer son message. Ils prennent ainsi les descriptions de Dieu littéralement et s’opposent aux concepts théologiques, y compris ceux des asharites. Par conséquent, les mains de Dieu doivent être prises littéralement et Allah est réellement assis sur ou au-dessus de son trône.

### Vie quotidienne des musulmans et Allah
Le terme Allah s'utilise régulièrement dans la culture musulmane. Par exemple, certains musulmans commencent parfois leurs actes au nom d'Allah Bi Ismi Allah, ils expriment leur satisfaction en disant « Louange à Dieu » al hamdou li-Allah ou déplorent le décès d'un proche « nous sommes à Dieu et à lui nous retournons » Ina li-Allahi wa ina ilayhi raji oun. S'ils commettent un péché, ils demandent le pardon d’Allah astaghfir Allah. Lorsqu'ils expriment leurs intentions, prévisions ou leurs espérances : « Si Dieu le veut » In cha' Allah. L'expression Allahou Akbar « Dieu est le plus grand » marque également dans le comparatif, l'insistance de l'unicité divine.

### Les noms et désignations d'Allah

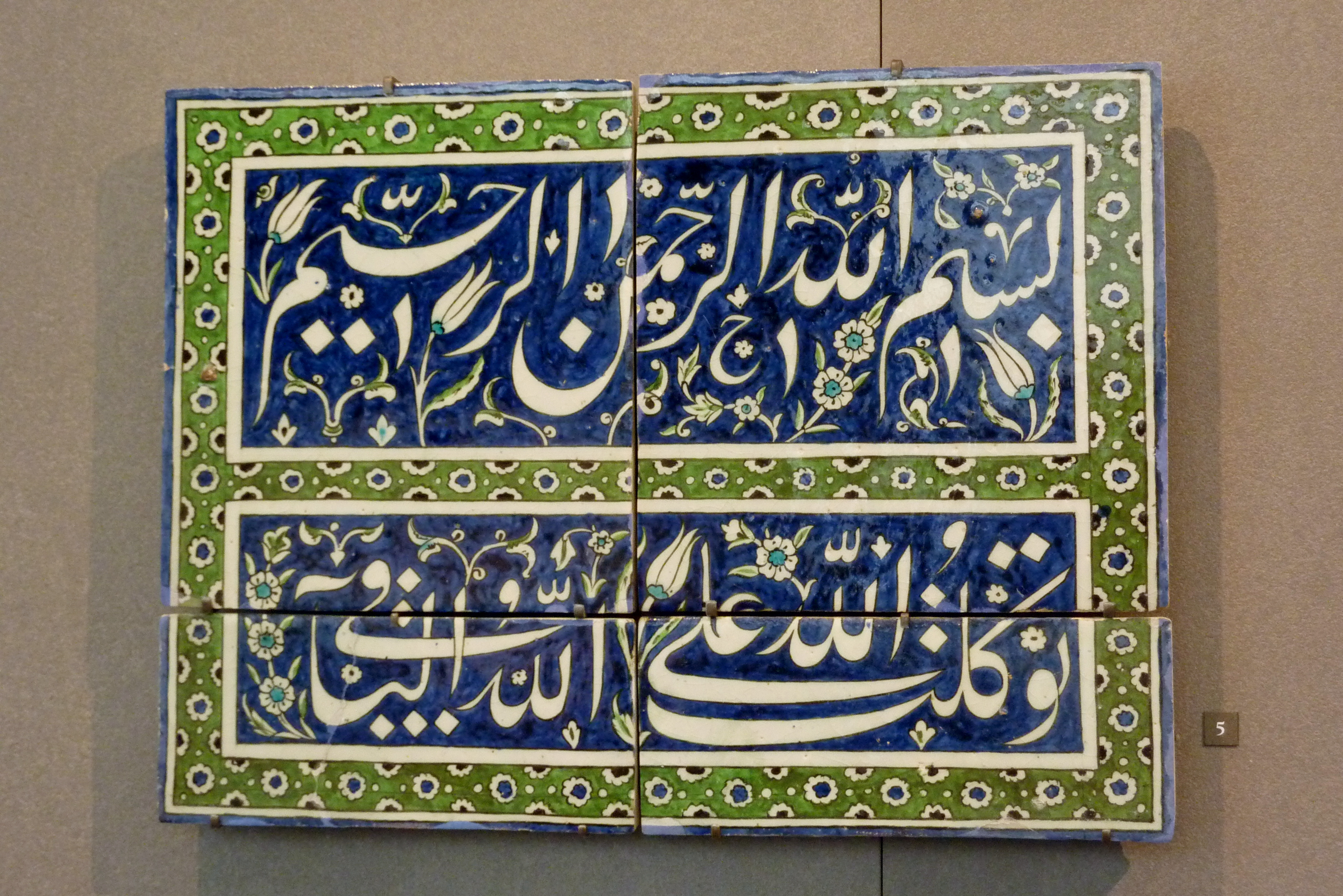
Panneau portant la bismillah - Syrie, Damas - fin du 16e-17e siècle - Musée du Louvre - céramique à décor peint sous glaçure - Numéro d'inventaire : AD 27745.1-5

D'un point de vue musulman, Allah est considéré comme le nom par excellence de Dieu en plus des quatre-vingt-dix-neuf noms, celui qui les synthétise. Plusieurs listes de quatre-vingt-dix-neuf noms non concordantes existent,. M. Yahia soulève la difficulté de comprendre ces noms : « les commentateurs hésitent entre plusieurs sens possibles sur bon nombre d’entre eux. Il arrive même que leur racine connote des contenus différents, voire opposés sans que l’usage liturgique en soit affecté. Par ce biais, des signifiés purement rationnels, étrangers aux données scripturaires, ont pu pénétrer ».
Le Coran utilise également le terme Rabb (Seigneur) pour désigner Dieu (parfois accompagné de l'objet: Rabb-ukka (Ton Seigneur), Rabb al samawati wa al ard (Le Seigneur des Cieux et de la Terre), etc. Ce terme semble déjà en usage en Arabie pré-islamique pour désigner le maître ou avec un substantif, un dieu.
Allah est en particulier évoqué par la formule bismi-llahi r-Rahmani r-Rahimi « Au nom de Dieu clément et miséricordieux », appelée Bismillah. Al Rahman est un terme araméen utilisé dans le judaïsme et probablement importé depuis l’Arabie du Sud où il est le nom propre du dieu du monothéisme yéménite. Idem, pour Gardet, « Rahman doit être pris comme un nom propre divin ». Pour Pregill, l'usage des deux noms Rahman/Allah pourrait être mis en parallèle avec le double usage YHWH/Elohim, les premiers étant particuliers et les seconds génériques. Ce terme acquiert à l’époque islamique la signification de clément, de celui qui fait pitié, absente du champ sémantique de Rahman dans le Coran. Sur la digue de Marib, « Rah mânân est le nom de Dieu, à côté du Messie et du Saint-Esprit ». Il en est de même dans une inscription sud-arabique datée d’environ 535 : « au nom du Miséricordieux (Rahman) et de son Fils le Christ (Krestos) le Victorieux (galiban) et du Saint Esprit (wa-nafs qudus) ». Pour Koscielniak, « le terme Rahman était utilisé par les chrétiens dans une longue période avant et après l’islam ». Pour Ch. Robin, le nom propre divin Rahman se développe dans le judaïsme arabe vers 460 avant d’être utilisé par l’islam. Pour lui, la bismillah a comme sens premier « au nom du dieu ar-Rahmàn le miséricordieux ».

### Représentation d’Allah
La représentation figurée dans les arts de l'Islam, c'est-à-dire la production d'images figuratives d'êtres vivants (animaux et humains), et en particulier des prophètes, dont Mahomet, fait l'objet de débats complexes dans la civilisation islamique,. Pour la Bibliothèque Nationale de France, « L'absence de la représentation de Dieu reste une constante, néanmoins des peintures de scènes religieuses existent dans d'autres œuvres, essentiellement en milieu persan et turc, jamais dans le monde arabe. » d’autant plus que l’islam naît dans un monde sans image.
La diffusion en 2011 du film d'animation franco-iranien Persepolis a été la cause de violences, en particulier de la part d’islamistes radicaux. Le directeur de la chaîne a été poursuivi pour « atteinte aux valeurs du sacré ». « En cause, une scène du film – qui raconte le régime iranien de Khomeiny à travers les yeux d'une petite fille – où le dieu musulman est représenté, ce que proscrit l'islam. ». Allah y est représenté comme une figure géante, barbue et paternelle. Amnesty Internationale y voit une « attaque contre la liberté d’expression ». Le directeur a été condamné à une amende.
Allah est parfois représenté, en dehors du monde musulman. C’est le cas dans certaines caricatures, dont celle publiée dans le Bezbozhnik. Ainsi, les campagnes antireligieuses menées en Union soviétique ont inclus l’islam comme cible.

## Usage du nom «Allah» par les chrétiens et polémiques
Les chrétiens arabophones utilisent le mot « Allah » pour désigner « Dieu ». C’est aussi le cas dans les Bibles ou dans les liturgies malaisiennes dans leur langue qui ne possède pas d’autre mot pour désigner Dieu,. Les chrétiens arabophones, par exemple, utilisent les termes « Allah Al Ab » (اللّٰه الأب) pour « Dieu le Père », «Allah al ibn » (اللّٰه الابن) pour « Dieu le Fils » (Jésus-Christ) et « Allah Ruh Al-Qods » (الروح القدس) pour « Dieu le Saint-Esprit ». À noter que tant la Bible que le Coran désignent aussi Dieu par le terme « Seigneur », traduit en arabe par « Rabb ». Le mot est donc aussi commun aux chrétiens et aux musulmans.
Les chrétiens arabophones utilisent plusieurs formes d'invocation dont celle appelée bismillah et contenant le nom d’Allah. Certaines lettres des premiers siècles de l’islam portent de telles mentions. La bismillah peut alors être accompagnée d’ajouts chrétiens, sans confusion possible, comme bi-smi l-abi wa-l-bni wa-r-rūHi l-quddūsi l-wāHidi, « Au nom du seul Père, du Fils et du Saint-Esprit ». D'autres formules connaissent des variations pour être comprise comme des citations de l’Ancien Testament,.

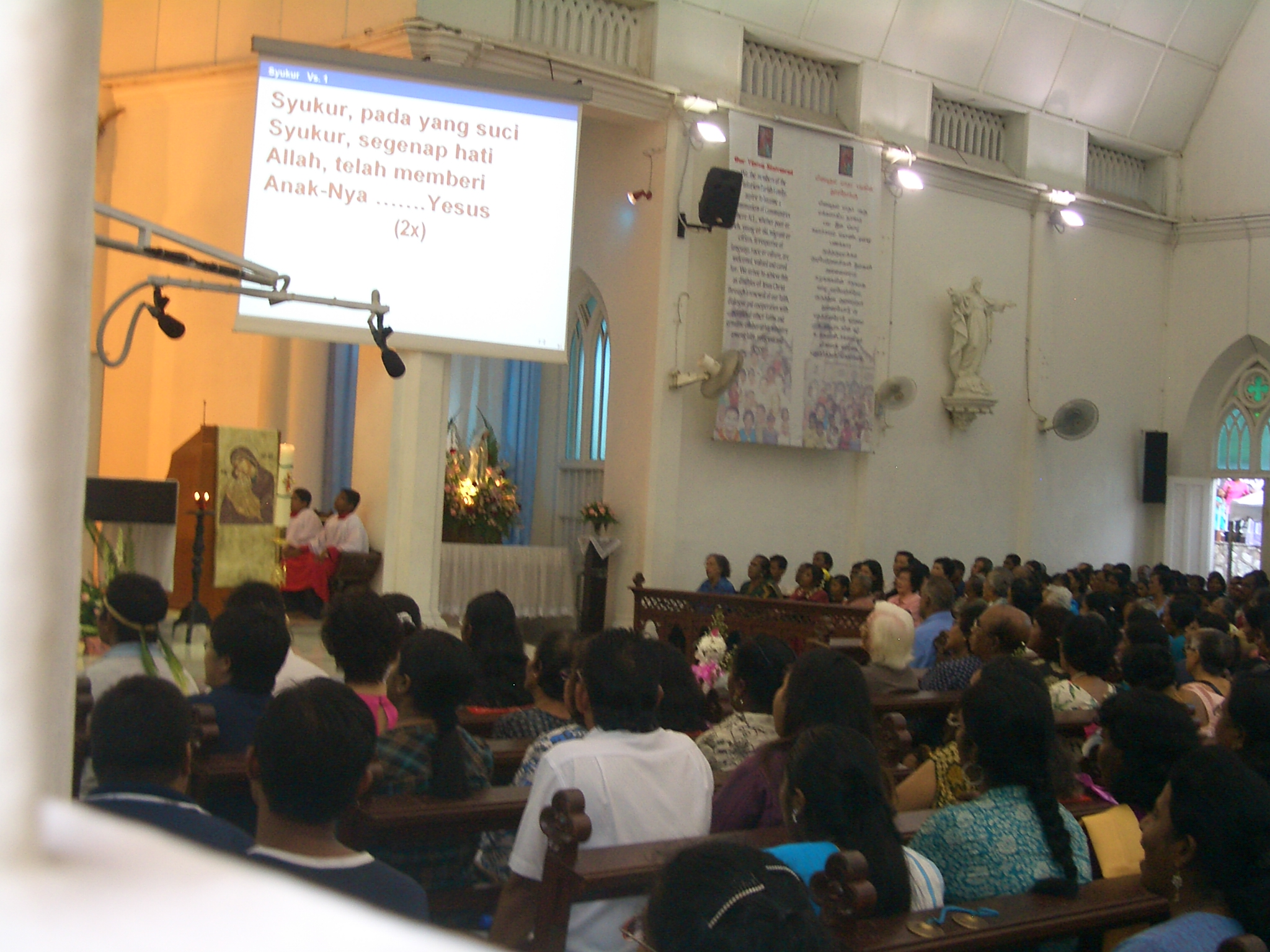
Fête de la Visitation à Seremban (Malaisie) avec un hymne projeté sur l'écran.

Depuis la fin du XXe siècle et l'exacerbation des revendications identitaires, le terme Allah est revendiqué (par des non-arabophones) comme étant uniquement musulman. L'exemple de la décision de la Cour malaise en 2009 contre son utilisation par les communautés malaises chrétiennes confirme ce passage d'un terme historiquement multiconfessionnel à un terme associé à l'islam. Pour Sophie Lumière, « plus qu'une véritable controverse religieuse ou morale, il s'agit avant tout d'un problème linguistique et d'interprétation du terme « Allah », qui, en arabe, désigne « Dieu », indépendamment de la croyance religieuse, mais qui, en malais (de même qu'en français), semble avoir pris une connotation exclusivement islamique »,. Amnesty international considère cette interdiction comme une « violation du droit à la liberté d’expression ».

## Théologie comparative
La théologie islamique identifie Allah, tel que décrit dans le Coran, comme le même dieu que celui d’Israël qui a fait alliance avec Abraham et le dieu des chrétiens. Pour Dalil Boubakeur, recteur de la grande mosquée de Paris, «Chrétiens et musulmans ont le même Dieu. Ce sont des rites qui sont voisins, fraternels…». La position soufie du cheikh Ahmad Al-’Alawî « va plus loin encore dans la reconnaissance du christianisme et admet même la légitimité de l’adoration de Jésus et de sa divinisation ».
Pour l’Église catholique, « L’Église regarde aussi avec estime les Musulmans, qui adorent le Dieu un, vivant et subsistant, miséricordieux et tout-puissant, créateur du ciel et de la terre, qui a parlé aux hommes. » (Nostra Aetate – 1965),. L’historien Alain Besançon répond, à propos des musulmans, « qu'ils appartiennent à une religion qui est incompatible avec le christianisme. Ce sont des religions différentes. ».
Plusieurs différences théologiques importantes apparaissent entre l’Allah de l’islam et le Dieu du christianisme. Dans le christianisme, Allah ou le Dieu d'Israël est effectivement reconnu comme « Dieu le père » créateur, mais la différence importante est que « Dieu le père » est compris comme une personne divine, c'est-à-dire l'une des trois manifestations de la substance divine. Autrement dit, Dieu « est un en trois personnes », il se manifeste en son Fils et en l'Esprit, de même qu'il se manifeste comme le Père Créateur. Dans cette optique, « Allah » ne désigne alors pas l'essence même de Dieu, mais l'une de ses manifestations.
L’islam rejette la Trinité du christianisme et reproche aux chrétiens un trithéisme. Le concept islamique de Dieu y est moins personnel que son aspect judéo-chrétien. Allah n’y est pas considéré comme Père, et l’idée de communion est absente de l’islam (excepté dans le soufisme).
Enfin, pour Alain Besançon, « il y a une matrice de compréhension commune au christianisme et au judaïsme. Cette matrice est la notion d'alliance entre Dieu et son peuple. Cette notion d'alliance n'existe pas dans l'islam ».
Une autre compréhension commune est celle de la révélation progressive de Dieu à travers l'histoire de la Bible : pour le judaïsme cette révélation est inachevée, pour le christianisme elle s'achève avec le Christ, tandis que pour l'Islam elle ne s'accomplit que dans le Coran.